# José Miguel de Velasco
José Miguel de Velasco (Santa Cruz de la Sierra, Imperio español; 29 de septiembre de 1795-Santa Cruz de la Sierra, Bolivia; 13 de octubre de 1859) fue un destacado militar y político boliviano. Fue dos veces vicepresidente de la República de Bolivia, desde agosto hasta diciembre de 1828 y desde 1829 hasta 1835. Gobernó Bolivia en cinco ocasiones, su primer gobierno que sería interino fue presidiendo el Consejo de Ministros (agosto de 1828), su segundo (agosto-diciembre de 1828) y tercer (enero-mayo de 1829) gobierno fue como vicepresidente encargado del Poder Ejecutivo, y su cuarto (1839-1841) y quinto (enero-diciembre de 1849) gobierno fue como presidente. Por defender la soberanía de Bolivia, se le otorgó el título de «Eminente Republicano», y fue considerado como héroe y libertador. En algún momento de su carrera, también fue reconocido con el título de Mariscal de Yanachocha
Su participación en las guerras de independencia hispanoamericanas fue principalmente como realista, pero se pasó a los independentistas en 1821. 
Fue cuatro veces como gobernante de Santa Cruz, una vez de Cochabamba y otra de Chuquisaca.

## Biografía

### Origen familiar y nacimiento
José Miguel de Velasco nació en la ciudad de Santa Cruz de la Sierra —como parte del Virreinato del Río de la Plata—, siendo hijo del general de los Reales Ejércitos Ramón González de Velasco y de Petrona Lozano de Franco de Velasco.
Provenía de una familia ilustre y noble, del linaje de Velasco y Zúñiga emparentada con los virreyes del virreinato del Perú. Fue tío segundo de la princesa pontificia Clotilde Urioste Velasco de Argandoña del Principado de La Glorieta, sobrino del deán José Joaquín González de Velasco quien fuera un eminente sacerdote, y nieto del coronel León González de Velasco y Urquidi, además de bisnieto del maestre de campo Pedro José González de Velasco casado en Cochabamba con Micaela de Urquidi y Gutiérrez, una hija del sargento mayor Domingo de Urquidi y Solís y de Tomasa Gutiérrez (Limeña, Perú). De familia criolla, fue primo hermano del capitán de los Reales Ejércitos José María González Velasco, sacerdote, que antes de serlo estuvo casado con Luisa de Larreátegui, hermana de Manuela de Larreátegui y Montoya, condesa de San Miguel de Carma. 
|  |                                             |  |  |  |  |  |  |  |  |  |  |  |  |  |  |  |
|  | 16. Don José Gonzales Rodríguez             |  |  |  |  |  |  |  |  |  |  |  |  |  |  |  |
|  |                                             |  |  |  |  |  |  |  |  |  |  |  |  |  |  |  |
|  |                                             |  |  |  |  |  |  |  |  |  |  |  |  |  |  |  |
|  | 8. M. de C. Pedro José Gonzales de Velasco  |  |  |  |  |  |  |  |  |  |  |  |  |  |  |  |
|  |                                             |  |  |  |  |  |  |  |  |  |  |  |  |  |  |  |
|  |                                             |  |  |  |  |  |  |  |  |  |  |  |  |  |  |  |
|  | 17. Doña. Juana de Velasco y Zúñiga         |  |  |  |  |  |  |  |  |  |  |  |  |  |  |  |
|  |                                             |  |  |  |  |  |  |  |  |  |  |  |  |  |  |  |
|  |                                             |  |  |  |  |  |  |  |  |  |  |  |  |  |  |  |
|  | 4. Cnel. León Gonzales de Velasco y Urquidi |  |  |  |  |  |  |  |  |  |  |  |  |  |  |  |
|  |                                             |  |  |  |  |  |  |  |  |  |  |  |  |  |  |  |
|  |                                             |  |  |  |  |  |  |  |  |  |  |  |  |  |  |  |
|  | 9. Micaela de Urquidi y Gutiérrez           |  |  |  |  |  |  |  |  |  |  |  |  |  |  |  |
|  |                                             |  |  |  |  |  |  |  |  |  |  |  |  |  |  |  |
|  |                                             |  |  |  |  |  |  |  |  |  |  |  |  |  |  |  |
|  | 2. José Ramón Gonzales de Velasco y Lozano  |  |  |  |  |  |  |  |  |  |  |  |  |  |  |  |
|  |                                             |  |  |  |  |  |  |  |  |  |  |  |  |  |  |  |
|  |                                             |  |  |  |  |  |  |  |  |  |  |  |  |  |  |  |
|  | 1. Mayor Gral. José Miguel de Velasco       |  |  |  |  |  |  |  |  |  |  |  |  |  |  |  |
|  |                                             |  |  |  |  |  |  |  |  |  |  |  |  |  |  |  |
|  |                                             |  |  |  |  |  |  |  |  |  |  |  |  |  |  |  |
|  | 3. Petrona Franco Lozano                    |  |  |  |  |  |  |  |  |  |  |  |  |  |  |  |
|  |                                             |  |  |  |  |  |  |  |  |  |  |  |  |  |  |  |
|  |                                             |  |  |  |  |  |  |  |  |  |  |  |  |  |  |  |

### Carrera militar
Estudió en el Colegio Franciscano de La Paz, posteriormente continuó sus estudios en el Cuzco en el seminario conciliar de San Antonio de Abad; a los 17 años se enroló en el ejército de alférez para ayudantes del campo de brigadier de los Reales Ejércitos José Manuel de Goyeneche.
Sofocó la revolución de La Paz el 28 de enero de 1810, su primera preparación fue en la batalla de Guaqui, combate protagonizado en Potosí, en Sipe-Sipe Viloma, en la batalla de Cinti y fue ascendido a teniente coronel de los Reales Ejércitos. José Miguel de Velasco hizo su carrera desde muy joven bajo la dirección del brigadier José Manuel de Goyeneche, en el Virreinato del Perú. Luego pasó al ejército patriota revolucionario, inicialmente en el Ejército Auxiliar del Perú, a cargo del general José de San Martín, donde tuvo notoria, destacada e importante participación. Distinguido con el rango de Mariscal de los Campos de Zepita y distinguido por decreto nacional 1836 Excelentísimo Eminente Republicano Mayor General José Miguel de Velasco.

José Miguel de Velasco, retrato por Antonio Villavicencio, Museo de Charcas, Sucre.

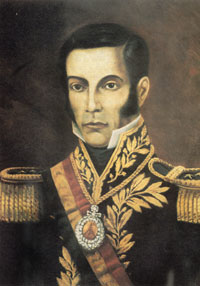
Retrato de José Miguel de Velasco.

En 1822 el general Simón Bolívar lo nombró como Prefecto Propietario de Chuquisaca, participando en las batallas de Junín el 6 de agosto de 1824 y de Ayacucho el 9 de octubre de 1824.
El 25 de julio de 1835 el Senado Nacional de Bolivia, en un decreto de ley nacional acordó a favor del mayor general José Miguel de Velasco el dictado de «Eminente Republicano», continuándose el tratamiento de «Excelencia» como mayor general, y combatió en las batallas de Yanacocha el 13 de agosto de 1835 y de Socabaya el 7 de febrero de 1836, y fue Vicepresidente de Andrés de Santa Cruz en la primera parte de su administración. 
Estuvo involucrado durante toda su vida con la política boliviana. Tuvo tenaces opositores, mantuvo enemistad con el argentino Juan Manuel de Rosas por haber recibido los exiliados unitarios de ese país, además de haber intentado poner fin a la guerra Argentina que perjudicaba el comercio con Bolivia enviando un tratado de paz al gobernador Sola de Salta, rechazado el tratado por Ibarra puso fuertes impuestos aduanero al país vecino lo que desencadenó revuelo entre los comerciantes de Tarija que financiarían e instigarían a Belzu para lo que sería el posterior derrocamiento del Gral. Velasco, durante ese periodo liberó la aduana con Perú y bajo los impuestos al ciudadano.
Durante su tercer mandato iniciado el 22 de febrero de 1839 en el que resultó elegido por votación, creó el 26 de octubre de 1839 una cuarta constitución eliminando los poderes y facultades del presidente quien ya no podía postularse para una reelección, sino después de transcurrido un periodo de su anterior mandato, ni podía firmar tratados de federación o confederación, también recortaba el presupuesto público en funcionarios y en militares. Un golpe militar protagonizado por Sebastián Ágreda
lo destituyó el 10 de junio de 1841, exiliándose en Argentina.
Participó en varias sublevaciones y tuvo como rivales políticos a José Ballivián y Manuel Isidoro Belzu este último había sido edecán del general José Miguel de Velasco de quien recibió el ascenso a coronel. Después de haber derrocado a Santa Cruz en 1839 se dice que Velasco felicitó al general chileno Bulnes que derrotó al Mariscal de Zepita en la batalla de Yungay.
El 26 de septiembre de 1841, Ballivián logró que las guarniciones de La Paz se pronunciaran a su favor. Cuando ya se creía presidente, se produjo la invasión del ejército peruano al mando del general Agustín Gamarra. Debido a esto Velasco depuso sus aspiraciones personales en 1841 donde tuvo el patriótico gesto de renunciar sus pretensiones, y ante la emergencia de la invasión peruana a Bolivia y sumó sus fuerzas a la de su enemigo político José Ballivián, para enfrentar al invasor, consistentes en los Batallones 7, 8, 12 y el Regimiento Bolívar conformado por 4 escuadrones de coraceros que incluían los correntinos.
Fue figura clave para dar continuidad a un sistema presidencial en el que jugó. Fue presidente cuatro veces consecutivas, dos de forma interina, una de facto y el último constitucional. En su tercer gobierno (el más largo), aprobó una nueva Constitución que sustituyó la carta magna de 1835 en la eliminó la reelecciones presidenciales, eliminó las presidencias indefinidas y redujo los gastos públicos.

### Batalla de Ingavi
Esta batalla se inició el 18 de noviembre de 1841 cuando el general Agustín Gamarra se apoderó de varias zonas de los departamentos de La Paz y Oruro. Velasco dejó sus diferencias y ambiciones políticas con el general Ballvián para unirse ambos y hacer frente a la invasión peruana que tenía como objetivo el anexionar Bolivia. La suma del ejército del general Velasco con 5000 hombres veteranos de guerra fue clave para la victoria de la república de Bolivia, fue el ejército de Velasco quien ganó las primeras escaramuzas y algunos autores han sostenido que el general Agustín Gamarra ingresó a Bolivia como pacto que mantuvo con Ballivián para incrementar la popularidad del nuevo presidente, y que este al ver que la población pedía a gritos el enfrentamiento más la llegada del ejército del general Velasco que sumó sus numerosas fuerzas (que esperó juntar durante largos años en el exilio) a la de Ballivián, todo esto generó presión y fueron al enfrentamiento. El 18 de noviembre de 1841 ambos ejércitos se encontraron en la llanura de Ingavi, al este de La Paz. Se dice que Gamarra, al ver que en el cielo destacaban los colores del arco iris, en tono de presagio dijo: «Si fuera romano aplazaría la batalla, porque miro reflejados en el cielo los colores de Bolivia». Pero ordenó el ataque, y a poco de empezada la refriega cayó mortalmente herido, víctima de dos balas bolivianas: una le dio en la parte interior del hombro derecho y otra en el cuello del mismo lado. El encuentro finalizó con la derrota de los peruanos tras cincuenta minutos de feroz lucha. La derrota peruana se explica, en parte, por la indisciplina y la falta de unidad en el mando. Para Bolivia, esta batalla tiene un significado especial porque con ella se selló definitivamente su independencia. En 1848 el general José Miguel de Velasco fue elegido nuevamente como Presidente Constitucional tras la caída del general Ballivián.

## Honores
- El general José Miguel de Velasco fue el primer presidente que lució la Insignia Presidencial, consistente en una medalla de oro y brillantes que el propio Libertador Simón Bolívar legó a su “Hija Predilecta” –Bolivia– mediante disposición testamentaria. Es la que sirve de insignia presidencial, transmisible en cada cambio legal de primer mandatario; fue colgada en el pecho del Gral. Velasco en la sesión inaugural del Congreso de 1839, después de prestado el juramento de ley.[7]
- En 1880 se constituye la localidad de eneral José Miguel de Velasco en Santa Cruz de la Sierra, su ciudad natal.
- El 23 de octubre de 1911, bajo la iniciativa del Comité Patriótico de Santa Cruz, se dicta la Ley que declara de Carácter Nacional la necesidad de construir el monumento del general José Miguel de Velasco en la ciudad de Santa Cruz de la Sierra, como uno de los fundadores de la Patria. Esta disposición aún no se ha hecho efectiva.
- En noviembre de 1997, en la localidad de San Ramón, provincia Ñuflo de Chaves, se erigió un monumento en homenaje a los tres presidentes cruceños-chiquitanos: José Miguel de Velasco, Germán Busch Becerra y Hugo Banzer Suárez. Este monumento, realizado por el escultor David Paz Ramos, fue promovido por el movimiento cívico de San Ramón y el Comité Pro Santa Cruz, con el apoyo de familiares y autoridades del Gobierno Departamental. Encabezó el “Comité Pro Monumento” el dirigente cívico provincial Lic. Luis Mayser Ardaya
- En marzo del 2003, los Comités Cívicos Provinciales de la Cruceñidad, en congreso aprueban una Resolución creando la condecoración Medalla “Presidente Velasco”, como máxima condecoración del movimiento cívico provincial.

## Durante sus gobiernos se crearon las siguientes leyes y obras
- Fue el creador de los cementerios, prohibiendo los entierros alrededor de las iglesias, como era la costumbre colonial.
- Restituyó los desaparecidos Gobiernos Municipales del país, descentralizando y devolviendo así el poder al pueblo.
- En su último periodo dictó la Ley de Abolición de la Esclavitud en Bolivia.[10]
- Creó la Constitución Política del Estado de 1839.[11]
- Fue el primer presidente en presentar leyes ante el pueblo y que se los cumpla de acuerdo al dictó de Velazco.

## Últimos años y fallecimiento
Falleció el 13 de octubre de 1859
| Predecesor: Eusebio Guilarte Vera                        | Presidente de Bolivia (4.º mandato) 18 de enero de 1848 - 6 de diciembre de 1848   | Sucesor: Manuel Isidoro Belzu                             |
| Predecesor: Andrés de Santa Cruz (Mariano Enrique Calvo) | Presidente de Bolivia (3.er mandato) 18 de enero de 1839 - 10 de junio de 1841     | Sucesor: Sebastián Ágreda                                 |
| Predecesor: Pedro Blanco Soto                            | Presidente de Bolivia (2.º mandato) 1 de enero de 1829 - 24 de mayo de 1829        | Sucesor: Andrés de Santa Cruz                             |
| Predecesor: José María Pérez de Urdininea                | Presidente de Bolivia (1.er mandato) 2 de agosto de 1828 - 18 de diciembre de 1828 | Sucesor: (José Ramón de Loayza Pacheco) Pedro Blanco Soto |